# Thomas Ehbrecht

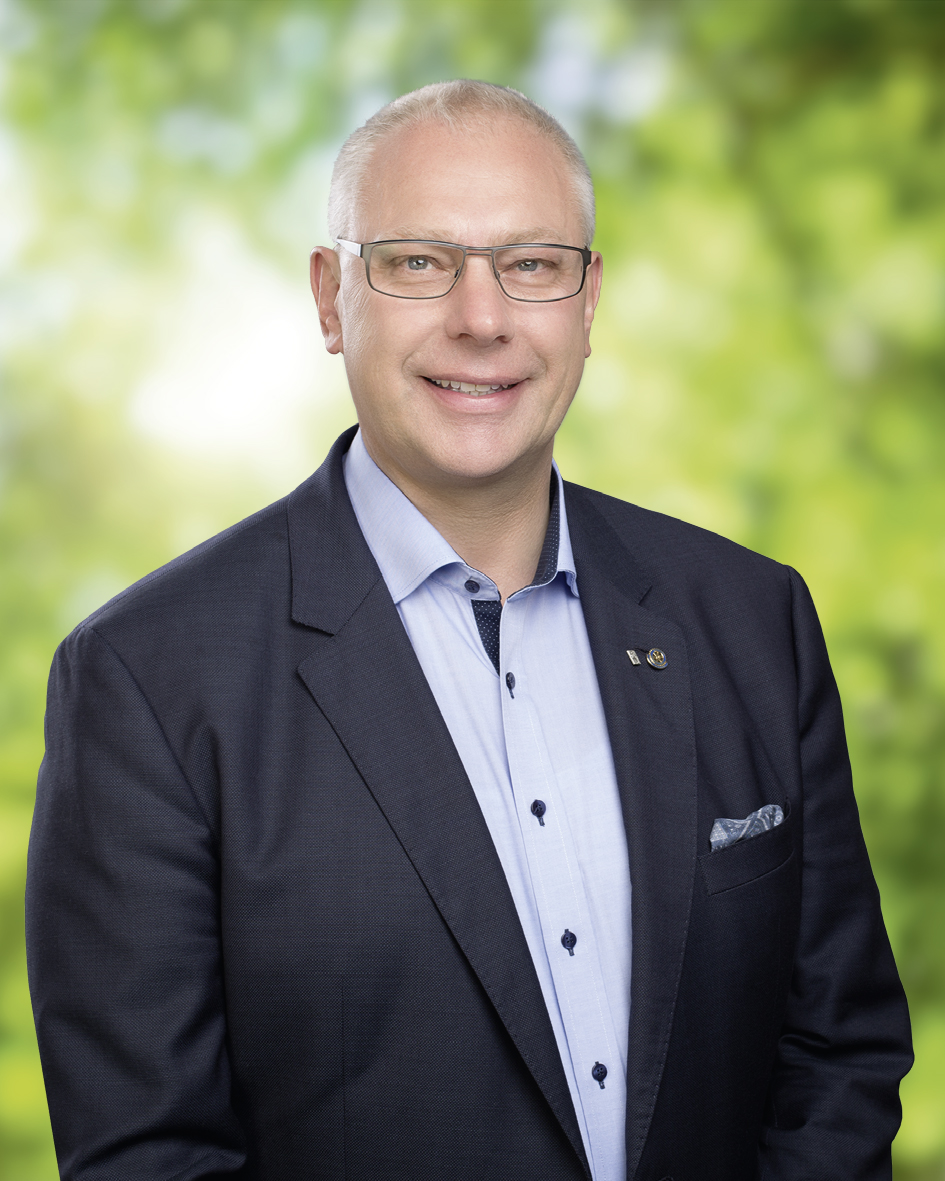
Thomas Ehbrecht 2018

Thomas Ehbrecht (* 4. Dezember 1964 in Duderstadt) ist ein deutscher Politiker der CDU. Er war von November 2017 bis November 2022 Mitglied des Niedersächsischen Landtages.

## Leben
Thomas Ehbrecht ist Geschäftsführer einer privaten Unternehmensgruppe. Er ist verheiratet und lebt in Obernfeld im Landkreis Göttingen.

## Politik
Ehbrecht ist seit 1982 Mitglied der CDU. Dort ist er Vorsitzender des Samtgemeindeverbands Gieboldehausen und des Ortsverbands Obernfeld und war in der Vergangenheit Mitglied im Vorstand des Kreisverbands Göttingen. Von 1996 bis 2006 und von 2011 bis 2021 war er Mitglied im Rat der Gemeinde Obernfeld, seit 2011 als Vorsitzender der CDU-Fraktion.
Bei der Landtagswahl am 15. Oktober 2017 in Niedersachsen gewann er das Direktmandat im Wahlkreis 15 (Duderstadt-Friedland-Gieboldehausen-Gleichen-Radolfshausen-Rosdorf) mit 41,4 % der Stimmen. Sein Vorgänger, der langjährige Landtagsabgeordnete Lothar Koch, hatte für diese Wahl nicht mehr kandidiert. Im Landtag war Ehbrecht Mitglied im Ausschuss für Wissenschaft und Kultur sowie im Ausschuss für Wirtschaft, Arbeit, Verkehr und Digitalisierung.
Bei der Landtagswahl 2022 trat Ehbrecht nicht mehr an, um sich auf seine Tätigkeit als Unternehmer zu konzentrieren. Bereits im Jahr zuvor hatte er auf eine erneute Kandidatur bei den Kommunalwahlen in Niedersachsen 2021 verzichtet, nachdem es im Rahmen eines Ermittlungsverfahrens der Staatsanwaltschaft Mühlhausen wegen des Verdachts der Steuerhinterziehung zu Hausdurchsuchungen in Ehbrechts Firmen- und Privaträumlichkeiten gekommen war.